# 耐火物技術協会
耐火物技術協会（たいかぶつぎじゅつきょうかい、英語: The Technical Association Of Refractories, Japan (TARJ)）は、日本の学術研究団体の一つ。

## 概要
1946年6月18日設立。学術研究団体としての種別は単独学会。
材料工学を学術研究領域とし、耐火物に関する科学技術の進歩・普及および耐火物に関連する産業の発展に寄与することを目的として設立された。
国内においては日本工学会に、国際学術連合体としては統一耐火物国際会議（Unified International Conference on Refractories, UNITECR)に加入している。

## 沿革
- 1945年 - 耐火煉瓦製造技術委員会発足。
- 1946年 - 耐火煉瓦製造技術委員会設立。
- 1948年 - 耐火煉瓦技術会に改称。
- 1961年 - 耐火物技術協会に改称。

## 刊行物

### 耐火物
- 誌名（和文）：耐火物
- 誌名（欧文）：TAIKABUTSU
- 創刊年：1949
- 資料種別：ジャーナル（査読付き論文を含む）
- 使用言語：日英混在
- 発行形態：印刷体、eジャーナル
- 著作権帰属先：学会
- クリエイティブコモンズ：定めていない
- 購読：有料

### Journal of the Technical Association of Refractories, Japan
- 誌名（和文）：Journal of the Technical Association of Refractories, Japan
- 誌名（欧文）：Journal of the Technical Association of Refractories, Japan
- 創刊年：1981
- 資料種別：ジャーナル（査読付き論文を含む）
- 使用言語：英語のみ
- 発行形態：印刷体
- 著作権帰属先：学会
- クリエイティブコモンズ：定めていない
- 購読：有料